# Illinoia crystleae
Illinoia crystleae är en insektsart som först beskrevs av Smith, C.F. och Frank Hall Knowlton 1939.  Illinoia crystleae ingår i släktet Illinoia och familjen långrörsbladlöss.

## Underarter
Arten delas in i följande underarter:
- I. c. crystleae
- I. c. bartholomewi